# 바뇨레조
바뇨레조(이탈리아어: Bagnoregio)는 이탈리아 라치오주 비테르보도에 위치한 코무네다. 로마로부터 북서쪽 90km, 비테르보로부터 북쪽 28km 거리에 있다.

## 지역 출신 유명 인물
- 보나벤투라